# Прва скупштина Срба у Османском царству
Прва скупштина Срба у Османском царству одржана је од 2. до 11. фебруара 1909. у Скопљу. На тој скупштини донесене су резолуције о политичким, економским и црквеношколском приликама. Тражило се да се поштују закони, а посебно слободе и равноправност грађана и да се слободно употребљава српско име. Осудили су и анексију Босне и Херцеговине. У другој резолуцији тражили су да српски митрополити добију привилегије какве су добили грчки митрополити. Захтевали су и да Срби имају права и у епархијама у којима нема Срба митрополита и да се селима остави за право да приме српскога или бугарскога свештеника по својој жељи. У трећој резолуцији су тражили да се Србима врате отета имања, као и да се сељацима омогући откуп имања од велепоседника.

## Списак посланика за српску народну скупштину
- Бело Поље: Риста Поповић свештеник за Б. Поље и околину.
- Беране: Милан Цемовић учитељ за Беране и околину; Милић Дабетић учитељ за Беране и околину.
- Битољ: Јован Ћирковић секрет. Митроп. за Битољ и окол.; Риста Цветковић учитељ за Битољ и околину; Глигорије Божовић наставник за настав. колег. бит. гим.; Риста Ставрић учитељ за учитељство.
- Велес: Ђорђе Стаменковић трговац; за Велес и околину.
- Воден: Стојан Марковић трговац за Воден и околину.
- Вучитрн: Живко Фртунић трговац за Вучитрн и околину.
- Гостивар: Сима Димитријевнћ управ. школа за Гостивар и околину.
- Дебар: Др. Исаило Хаџијевски лекар за Дебар и околину.
- Дримкол: Матија Шуменковић свештеник за Дримкол и окол.
- Дојран: Јован К. Грошевић учитељ за Дојран и околину.
- Ђевђелија: Стојан Ристић свештеник за Ђевђелију и окол.
- Кичево: Јанићије Ђурић лекар за Кичево и околину; Јованче Томић тежак за Кичево и околину.
- Кратово: Јован Поповић управ. школа за Кратово и окол.
- Крушево: Блажа Пашић тежак за Крушево и околину.
- Кочани: Тодор Јовановић управ. школа за Кочане и околину.
- Куманово: Јован Алексић наставник за Куманово и околину. Јован Цакић учитељ за Куманово и околину.
- Мала-Река: Тома Огњановић трговац за М. Реку и околину.
- Малеш: Сава Јергић свештеник за Малеш и околину.
- Митровица: Јован Даниловнћ трговац за Митровицу и окол. Милутин Стерђевић трговац за Митровицу и околину.
- Нова Варош: Стеван Самарџић учитељ за Н. Варош и окол.; Владислав Протић свештеник за Н. Варош и околину.
- Нови Пазар: Тома Протић свештеник за Н. Пазар и окол.; Јосиф Нићифоровић тежак за Н. Пазар и околину.
- Охрид: Серафим Крстић свештеник за Охрид и околину.
- Паланка: Антоније Тодоровић управитељ школа за Паланку и околину.
- Пећ: Живко Рајевић трговац за Пећ и околину.
- Плевље: Данило Шиљак свештеник за Плевље и околину; Михаило Куртовић учитељ за Плевље и околину; Стеван Јовашевић механџија за Плевље и околину; Стојан Зафировић наставник за колег. плеваљске гимн.
- Пореч: Крста Ђорђевић свештеник за Пореч и окол.; Јован Стојановић тежак за Пореч и околину.
- Прешево : Аћим Јелић управ. школа за Прешево и околину.
- Призрен: Петар Костић секретар Митроп. за Призрен и околину; Андреја Гроздановић учитељ за Призрен и околину; Радомир Шабић свештеник за Призрен и околину; Риста Скакаљевић професор за колегијум призр. богосл.
- Пријепоље: Сретен Вукосављевић учитељ за Пријепоље и околину; Димитрије Зиндовић трговац за Пријепоље и околину,
- Прилеп: Глигор Соколовић војвода за Прилеп и околину; Петар Димитријевић трговац за Прилеп и околину.
- Приштина: Стојан Капетановић учитељ за Приштину и околину; Апостол Поповић свештеник за Приштину и околину; Јосиф Поповић учитељ за учитељство.
- Ресан: Глигорије Џамбасовић наставник за Ресан и околину.
- Рожај: Никола Веселиновић свештеник за Рожај и околину.
- Сјеница: Јован Јанковић трговац за Сјеницу и околину;Вуко Тубић ханџија за Сјеницу и околину.
- Скопље: Др. Алекса Станишић наставник за колегијум скопске гимназије; Митар Шешлија учитељ за учитељство; Александар Илић чиновник за Скопље и околину; Димитрије Поповић учитељ за Скопље и околину; Лазар Рајчић тежак за Скопље и околину.
- Солун: Риста Огњановић наставник за колегијум солунске гимназије; Никола Голубовић учитељ за учитељство; Ђорђе Денковић чиновник за Солун и околину.
- Тетово: Љубомир Аћимовић учитељ за Тетово и околину; Теофило Апостоловић тежак за Тетово и околину;
- Феризовић: Дамјан Прлинчевић управ. школа за Феризовић и околину.

Чланови привременог Централног Одбора: Богдан Раденковић, Давид Димитријевић, Велимир Прелић, Глиша Елезовић, Јован Шантрић, Сава Стојановић, Александар Буквић, Ђорђе Хаџи-Костић, Васа Јовановић.
Војводски: Ђорђе Скопљанче војвода; Мицко Крстић војвода; Јован Стојковић војвода.